# Iris Mai
Iris Mai (geborene Iris Bröder, * 17. September 1962 in Halle (Saale)) ist eine deutsche Schachspielerin. 1986 erhielt sie von der FIDE den Titel Internationale Meisterin der Frauen.

## Schach
Iris Bröder begann ihre Schachlaufbahn in der BSG Buna Halle und nahm 15-jährig 1978 in Torgelow erstmals an einer DDR-Meisterschaft der Frauen teil. Petra Feustel gewann diese Meisterschaft.
Mädchenmeisterin der DDR wurde sie 1977 und 1980. Ihr Trainer war Uwe Bönsch. Wichtig waren ihr Spiel gegen Männer und Ausgleichssport. Sie schaffte 1981 das Sportabzeichen in Gold. Auch an guter Literatur und Musik hatte sie Interesse. Im Juli 1986 gewann sie das Damenturnier im polnischen Nałęczów und holte damit ihre dritte WIM-Norm. Daraufhin erhielt sie von der FIDE den Titel Internationale Meisterin der Frauen.

### Einzelmeisterschaften der Frauen
Nach der Meisterschaft 1978 wurde sie 1979 in Suhl Dritte und spielte (außer 1985) bei allen DDR-Damenmeisterschaften bis 1989 in Zittau. Sie gewann die DDR-Schachmeisterschaften der Frauen 1982 in Salzwedel, 1984 in Eilenburg und 1987 in Glauchau. Dreimal belegte sie den zweiten Platz: 1981 in Fürstenwalde und 1983 in Cottbus jeweils hinter Annett Wagner-Michel sowie 1986 in Nordhausen hinter Carola Manger.
1981 in Halle wurde sie hinter Brigitte Burchardt Vizemeisterin bei der DDR-Blitzmeisterschaft der Frauen.

### Mannschaftsmeisterschaften
1979 und 1981 gewann sie zweimal die DDR-Blitzmannschaftsmeisterschaft der Frauen mit dem Verein BSG Buna Halle-Neustadt.
In der ersten Deutschen Schachbundesliga der Frauen spielte sie von 1991 bis 1998 für den USV Halle (bis 1993 VdS Buna Halle), bei dem sie in der Saison 1991/92 auch als Reservespielerin in der 1. Bundesliga gemeldet war, aber nicht zum Einsatz kam. Von 1998 bis 2004 spielte sie für den SSV Rotation Berlin (außer in der Saison 2000/01 ebenfalls in der 1. Frauenbundesliga), seit 2004 spielt sie für Rotation Pankow, eine Abspaltung vom SSV Rotation Berlin, die von 2004 bis 2007 sowie in den Spielzeiten 2008/09 und 2011/12 in der 1. Frauenbundesliga spielte.

### Sonstiges
Seit der DDR-Meisterschaft 1989 spielt sie unter dem Namen Iris Mai.